# جاكسون فرناندو دي سوزا
جاكسون فرناندو دي سوزا (بالبرتغالية: Jackson Fernando de Sousa‏) (10 أغسطس 1990 في البرازيل - ) هو لاعب كرة قدم برازيلي في مركز الوسط. لعب مع نادي أيه بي سي.

## وصلات خارجية
- جاكسون فرناندو دي سوزا على موقع قاعدة بيانات كرة القدم.إي يو (الإنجليزية)
- جاكسون فرناندو دي سوزا على موقع Soccerway.com (الإنجليزية)